# Paralelo 46 N

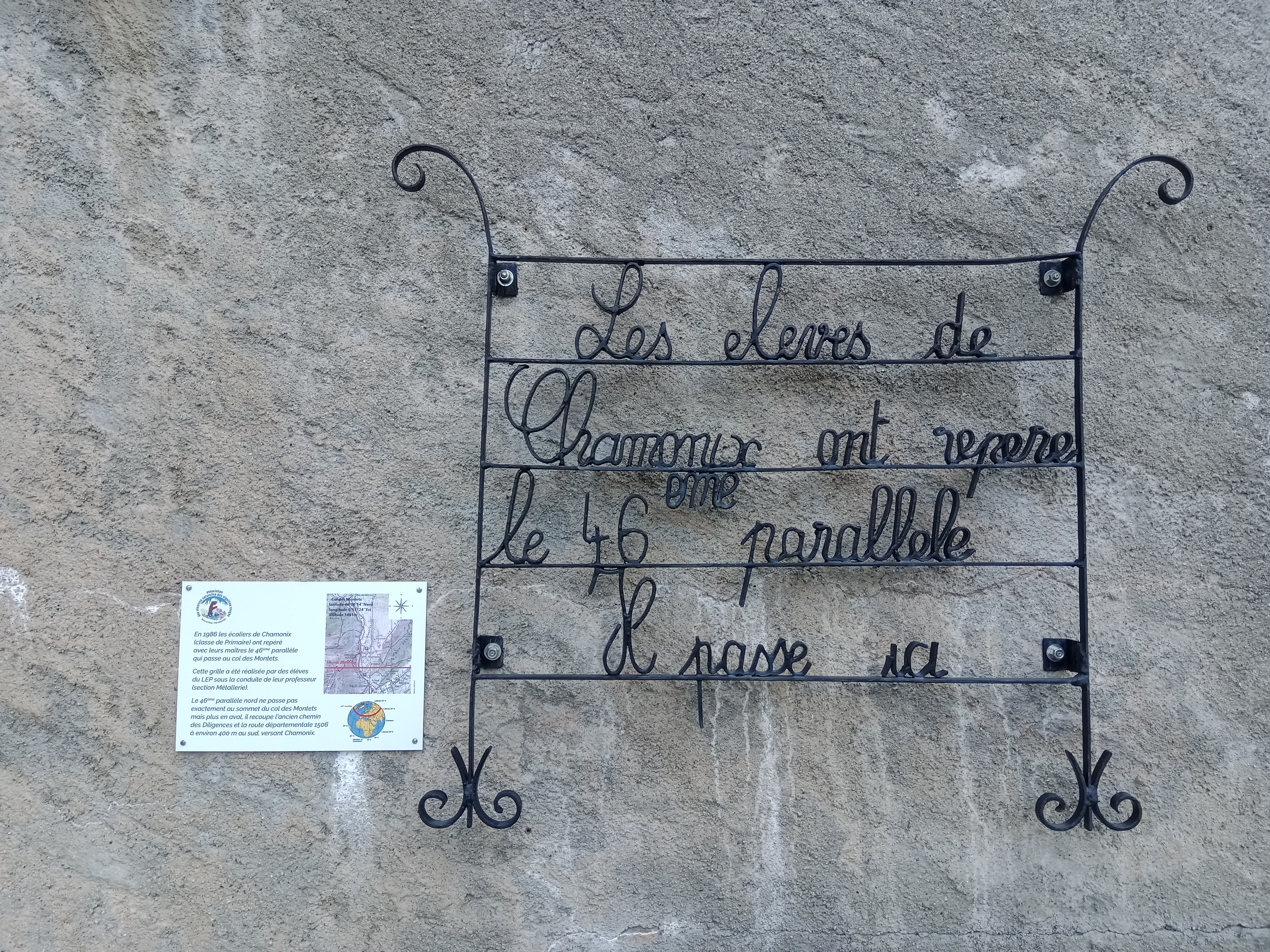
Indicação da passagem do paralelo 46 de latitude Norte no Col des Montets, Chamonix-Mont-Blanc, Haute-Savoie, França

O Paralelo 46 N é um paralelo no 46° graus a norte do plano equatorial terrestre.

## Cruzamentos
Começando pelo Meridiano de Greenwich e tomando a direção leste, o paralelo 46° Norte passa por:
| País, território ou mar    | Notas                                                                                                 |
| -------------------------- | --- |
| França                     | |
| Suíça                      | |
| Itália                     | Passa no Lago Maggiore                                                                                |
| Suíça                      | Passa no Lago Lugano                                                                                  |
| Itália                     | Passa no Lago Como                                                                                    |
| Eslovênia                  | |
| Croácia                    | |
| Hungria                    | |
| Sérvia                     | Cerca de 7 km                                                                                         |
| Hungria                    | Cerca de 4 km                                                                                         |
| Sérvia                     | Cerca de 2 km                                                                                         |
| Hungria                    | Cerca de 5 km                                                                                         |
| Sérvia                     | |
| Roménia                    | |
| Moldávia                   | |
| Ucrânia                    | |
| Mar Negro                  | |
| Ucrânia                    | Crimeia                                                                                               |
| Mar de Azov                | |
| Rússia                     | |
| Mar Cáspio                 | |
| Cazaquistão                | Passa no Mar de Aral e Lago Balkhash                                                                  |
| China                      | Xinjiang (Turquestão Chinês)                                                                          |
| Mongólia                   | |
| China                      | |
| Rússia                     | Krai do Litoral, no extremo oriente russo                                                             |
| Mar do Japão               | |
| Rússia                     | Ilha Sacalina                                                                                         |
| Mar de Okhotsk             | |
| Rússia                     | Urup, Ilhas Curilhas                                                                                  |
| Oceano Pacífico            | |
| Estados Unidos             | Oregon Washington Fronteira Washington/Oregon Idaho Montana North Dakota Minnesota Wisconsin Michigan |
| Lago Michigan              | |
| Estados Unidos             | Michigan - Península Superior e Ilha Drummond)                                                        |
| Lago Huron                 | Canal Norte - passa a norte da Ilha Cockburn e da Ilha Manitoulin, Canadá                             |
| Canadá                     | Ontário Quebec                                                                                        |
| Estados Unidos             | Maine                                                                                                 |
| Canadá                     | Nova Brunswick Nova Escócia (cerca de 2k m)                                                           |
| Estreito de Northumberland | |
| Canadá                     | Ilha do Príncipe Eduardo                                                                              |
| Estreito de Northumberland | |
| Canadá                     | Nova Escócia (Ilha Cape Breton)                                                                       |
| Oceano Atlântico           | |
| França                     | Ilha de Oléron e continente                                                                           |